# Jerzy Paweł Gieorgica
Jerzy Paweł Gieorgica (ur. 25 stycznia 1950 w Warszawie) – polski politolog i socjolog, doktor habilitowany nauk o polityce, profesor Uniwersytetu Przyrodniczo-Humanistycznego w Siedlcach (UPH).

## Życiorys
Studiował na Uniwersytecie Warszawskim w latach 1970–1974, w Instytucie Nauk Politycznych na Wydziale Nauk Społecznych oraz równolegle w Instytucie Socjologii. W 1974 obronił z wyróżnieniem pracę magisterską pt. „Postęp w systemie politycznym”. Doktorat, także z wyróżnieniem, obronił na Wydziale Dziennikarstwa i Nauk Politycznych Uniwersytetu Warszawskiego w 1979 pracą pt. „Koncepcja interesu i jej rozumienie w teorii polityki” napisaną pod kierunkiem Artura Bodnara. Habilitację uzyskał na tym samym wydziale UW na podstawie pracy „Reprezentacja polityczna interesów robotniczych” w 1993.
Wieloletni wykładowca Uniwersytetu Warszawskiego. W okresie 1974–1982 w Centralnym Ośrodku Metodycznym Studiów Nauk Politycznych UW, początkowo jako asystent, następnie starszy asystent, adiunkt i wykładowca nauki o polityce, teorii polityki, władzy i polityki lokalnej, socjologii władzy. W okresie 1989–1999 ponownie na UW początkowo jako adiunkt na Wydziale Geografii i Studiów Regionalnych, następnie od 1991 w Europejskim Instytucie Rozwoju Regionalnego i Lokalnego UW (EUROREG). Od 1994 do 1999 tamże na stanowisku profesora nadzwyczajnego.
W latach 1982–1989 kierownik programu badawczego w Instytucie Badań Klasy Robotniczej Akademii Nauk Społecznych. W okresie 1982–1984 adiunkt w Zakładzie Nauk Społecznych Wyższej Szkole Pedagogiki Specjalnej. W latach 1983–1987 adiunkt w Centrum Podyplomowego Kształcenia Pracowników Administracji Państwowej (wykładowca socjologii władzy politycznej). Delegat na XII Światowy Festiwal Młodzieży i Studentów „Moskwa-85”. Uczestnik obrad Okrągłego Stołu w zespole ds. reform politycznych (po stronie „rządowej”).
W latach 1995–1999 dyrektor Centrum Partnerstwa Społecznego „Dialog” Ministerstwa Pracy i Polityki Socjalnej. W latach 1999–2000 prezes zarządu Agencji Wspierania Rozwoju Infrastruktury Lokalnej sp. z o.o. W różnych latach doradca centralnych organów rządowych (w szczególności Kancelarii Prezydenta RP), samorządów terytorialnych, partii politycznych (w szczególności Klubu Parlamentarnego SLD) i związków zawodowych, m.in. NSZZ „Solidarność”. W 1992 Kierownik Zespołu Doradców OPZZ. W okresie 1994–1998 doradca i radca prezesów w Krajowym Urzędzie Pracy. W latach 1995–1997 doradca ministra w Ministerstwie Przemysłu i Handlu.
W latach 1996–2006 dziekan Wydziału Humanistycznego i Kierownik Katedry Politologii Wyższej Szkoły Finansów i Zarządzania w Białymstoku, profesor nadzwyczajny tamże. W latach 1999–2000 profesor nadzwyczajny w Wyższej Szkoły Społeczno-Gospodarczej w Tyczynie. W okresie 2004–2005 profesor nadzwyczajny i dziekan Wydziału Nauk Społeczno-Filologicznych Wyższej Szkoły Pedagogicznej TWP w Warszawie. Od 2011 dziekan Wydziału Stosunków Zagranicznych i Relacji Publicznych Uczelni Vistula w Warszawie.
Od 2001 profesor nadzwyczajny i kierownik Zakładu Organizacji i Instytucji Instytutu Socjologii Uniwersytetu w Białymstoku. Członek Polsko-Białoruskiej Fundacji Edukacyjnej, od 2002 wiceprezes zarządu Fundacji „Polska-Europa”, od 2003 prezes zarządu Stowarzyszenia „Porozumienie Społeczne” oraz wiceprezes Polskiego Stowarzyszenia Prointegracyjnego „Europa”.
Gościł z wykładami na wielu zagranicznych uniwersytetach, m.in.: Carleton University (Ottawa, 1994), Rikkyo University (Tokio, 1995) oraz w ramach „Advanced Studies Program for Visiting Scholars” na George Washington University, Georgetown University i Catholic University of America (1999). Kierownik wielu projektów badawczych i programów pomocowych Unii Europejskiej realizowanych w Polsce i za granicą m.in. w Kosowie i Bułgarii. Ekspert wielu organizacji europejskich m.in. International Training Foundation (Turyn) i European Agency for Reconstruction. Członek Polskiego Towarzystwa Nauk Politycznych. W latach 1975–1985 Sekretarz Zarządu Głównego, w okresie 1975–1988 członek Zarządu Głównego. Członek PZPR od 1974 do rozwiązania partii w 1990.
Odznaczony Krzyżem Kawalerskim Orderu Odrodzenia Polski.

## Wybrane publikacje
- Władza i polityka lokalna, Centralny Ośrodek Metodyczny Studiów Nauk Politycznych UW, Warszawa, 1980.
- Partia w procesie reform gospodarki i państwa, Instytut Badań Klasy Robotniczej Akademii Nauk Społecznych, Warszawa, 1989.
- Polska lokalna we władzy PZPR, EUROREG UW, Warszawa 1991.
- Rynek pracy w Polsce 1990–1992, Promocja, 1992.
- Problemy restrukturyzacji górnictwa, B-P, Warszawa, 1998.
- Problemy restrukturyzacji spółek komunalnych, Białystok, 2000.